# Жан Антуан Марі Ідрак
Жан Антуан Марі Ідрак (фр. ean-Antoine-Marie Idrac; 1849-1884) — французький скульптор.

## Біографія
Народився 14 квітня 1849 року в Тулузі. Навчався скульптурі в Александра Фальг'єра та Жюля Кавельє. У 1873 році виграв Римську премію за скульптури до барельєфу «Філоктет, врятований з табору Одісея та Неоптолема, лікується у Махаона» (фр. Philoctète ramené au camp des Grecs par Ulysse et Néoptolème est soigné par Machaon). Після навчання у Римі повернувся до Парижа. Працював над кінною статуєю Етьєна Марселя, але не завершити роботу завадила смерть 27 грудня 1884 року. Статую у 1888 році завершив Лоран Маркест.
Похований в Парижі на цвинтарі Пер-Лашез.

## Роботи

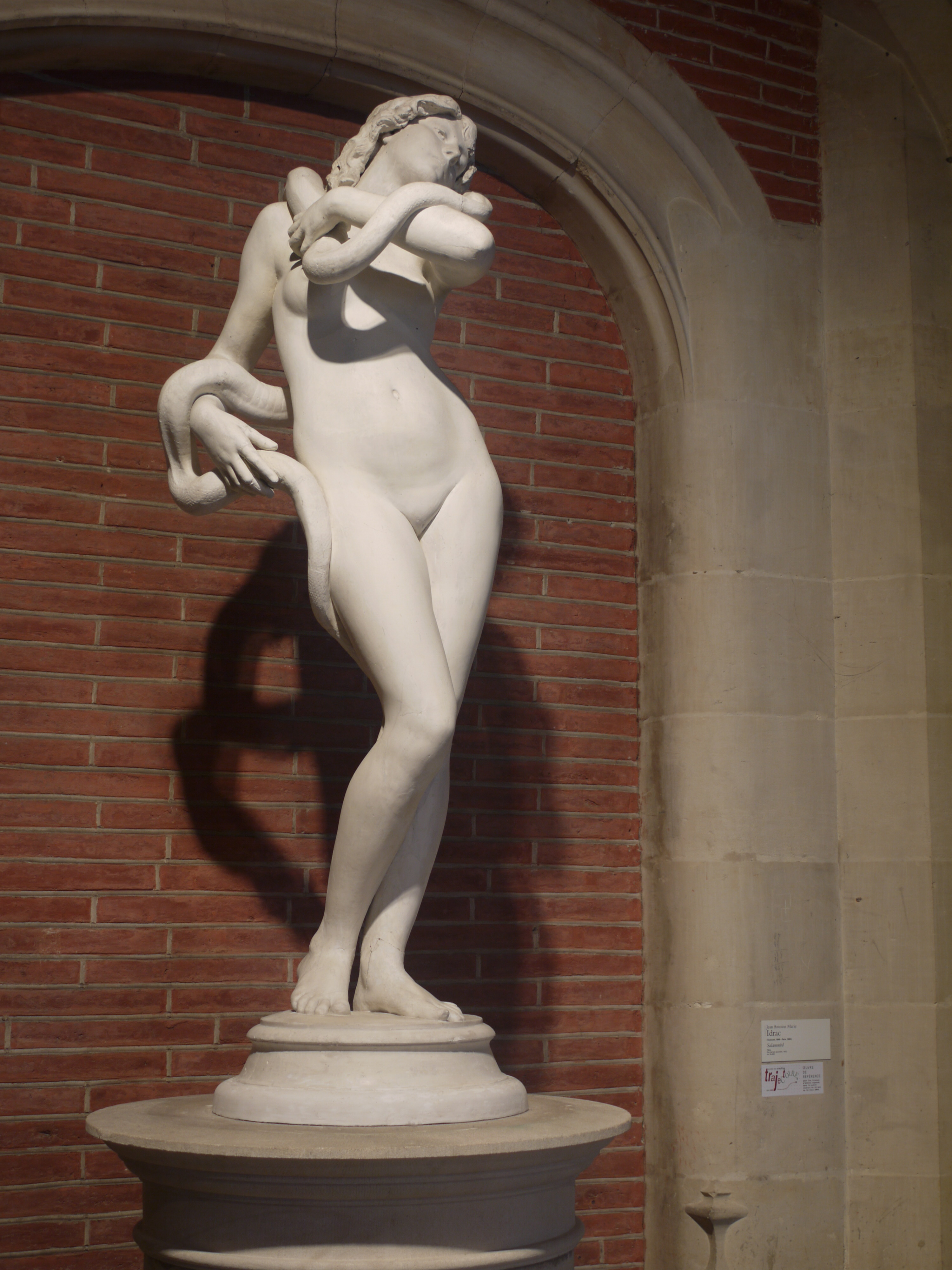
Статуя Саламбо
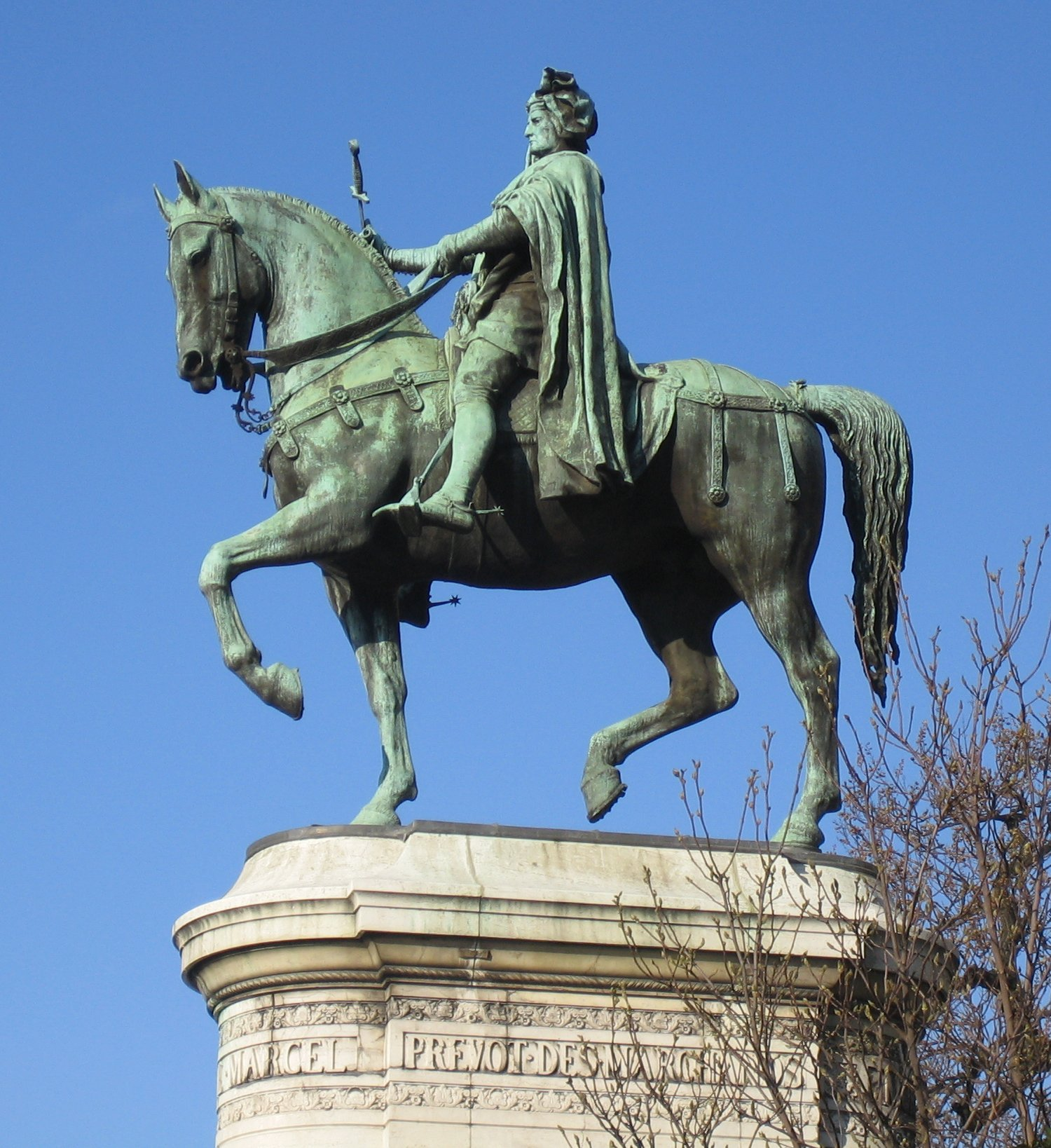
Кінна статуя Етьєна Марселя
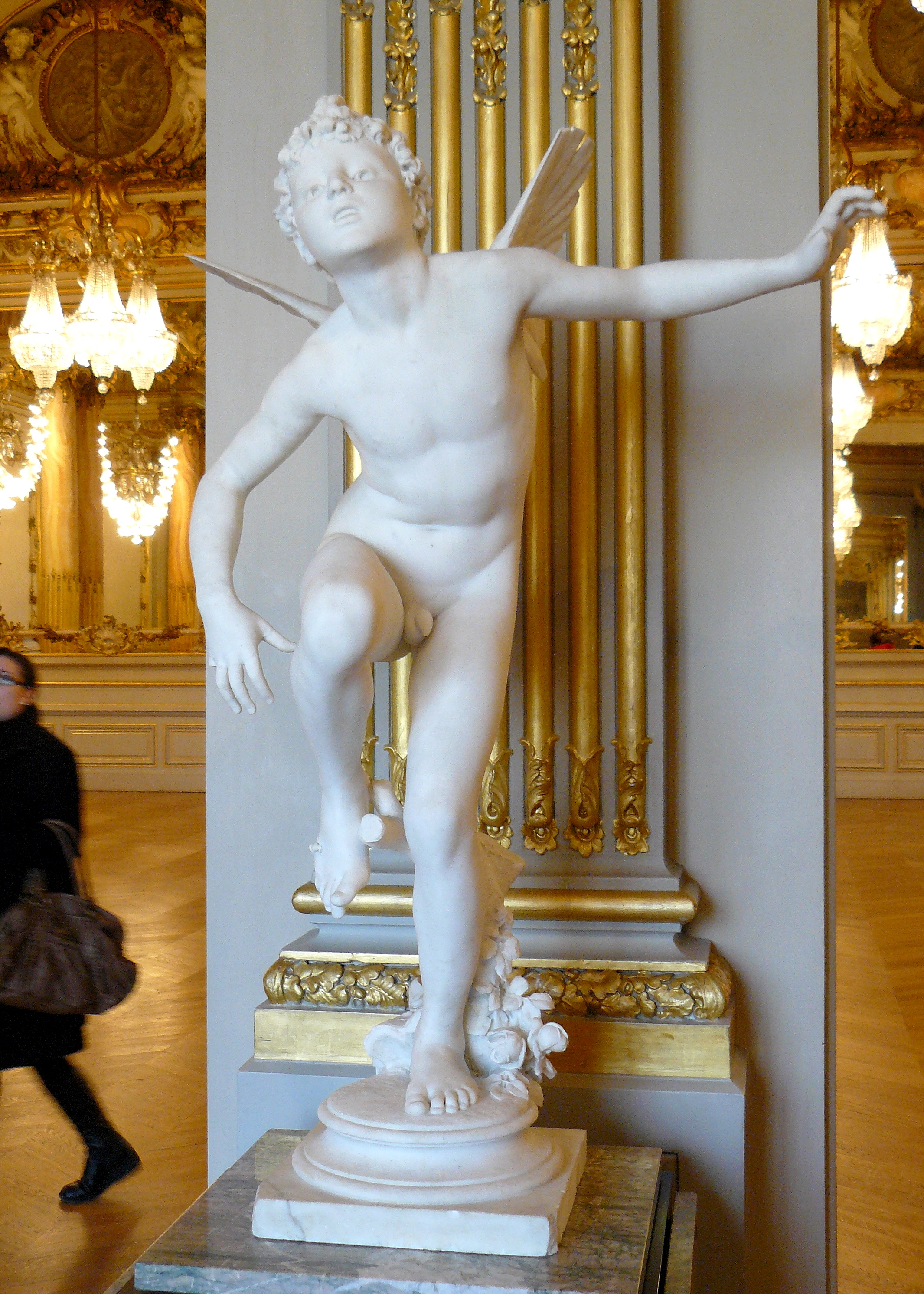
Амур (Музей д'Орсе)
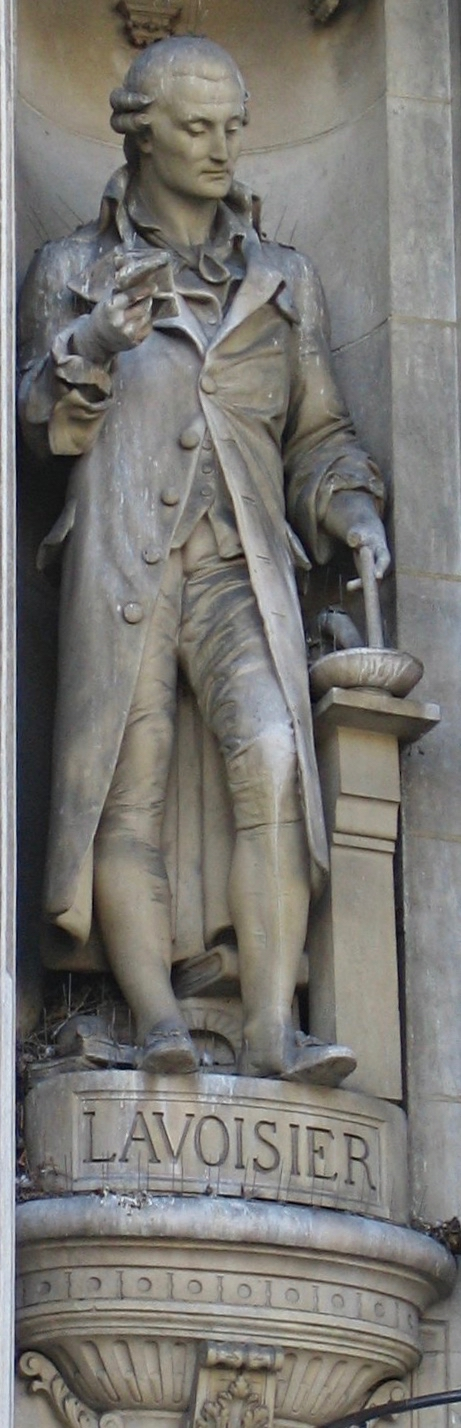
Скульптура Лавуазьє (фасад палацу Отель-де-Віль, Париж)